# Kalām Rūd
Kalām Rūd (persiska: کلام رود) är en ort i Iran.   Den ligger i provinsen Gilan, i den norra delen av landet, 170 km nordväst om huvudstaden Teheran. Kalām Rūd ligger 1 223 meter över havet och antalet invånare är 197.
Terrängen runt Kalām Rūd är varierad. Runt Kalām Rūd är det ganska tätbefolkat, med 134 invånare per kvadratkilometer. Närmaste större samhälle är Mūsá Kalāyeh, 4,5 km väster om Kalām Rūd. Trakten runt Kalām Rūd består i huvudsak av gräsmarker.